# Loesenera walkeri
Loesenera walkeri là một loài thực vật có hoa trong họ Đậu. Loài này được (A.Chev.) J.Leonard miêu tả khoa học đầu tiên.